# Auchmis indicatura
Auchmis indicatura là một loài bướm đêm trong họ Noctuidae.